# 가와니시촌 (오카야마현)
가와니시촌(川西村)은 오카야마현 마니와군에 있던 촌이다. 현재의 마니와시의 일부에 해당한다.

## 역사
- 1889년 6월 1일 - 정촌제 시행에 의해 마니와군 가와니시촌이 성립하였다..
- 1907년 5월 1일 - 이치노미야촌, 쓰키다촌의 일부와 합병해, 새로운 가쓰야마정 (2대)이 성립하여 가와니시촌은 폐지되었다.

## 참고문헌
- 和泉橋警察署 『新旧対照市町村一覧』第2冊（東京：加藤孫次郎、1889（明22））
- 地名編纂委員会 『角川日本地名大辞典33 岡山』（角川学芸出版、1989、ISBN 4040013301）